# Utetheisa socotrensis
Utetheisa socotrensis là một loài bướm đêm thuộc phân họ Arctiinae, họ Erebidae.